# Ulrike Tauber
Ulrike Tauber, född 16 juni 1958 i Karl-Marx-Stadt i Sachsen, är en före detta östtysk simmare.
Tauber blev olympisk guldmedaljör på 400 meter medley vid sommarspelen 1976 i Montréal.